# Indian Premier League 2008
Die Indian Premier League 2008 war die erste Saison des im Twenty20-Format ausgetragenen Wettbewerbes für indische Cricket-Teams und fand zwischen dem 18. April und 1. Juni 2008 statt. Sieger waren die Rajasthan Royals, die sich im Finale in Navi Mumbai mit 3 Wickets gegen die Chennai Super Kings durchsetzen konnten.

## Teilnehmer
Die acht teilnehmenden Franchises aus Indien sind:
- Chennai Super Kings
- Deccan Chargers
- Delhi Daredevils
- Kolkata Knight Riders
- Kings XI Punjab
- Mumbai Indians
- Rajasthan Royals
- Royal Challengers Bangalore

## Resultate

### Tabelle
| Indien Premier League 2008 | Sp. | S  | N  | NR | P  | NRR    |
| -------------------------- | --- | -- | -- | -- | -- | ------ |
| Rajasthan Royals           | 14  | 11 | 3  | 0  | 22 | +0.632 |
| Kings XI Punjab            | 14  | 10 | 4  | 0  | 20 | +0.509 |
| Chennai Super Kings        | 14  | 8  | 6  | 0  | 16 | −0.192 |
| Delhi Daredevils           | 14  | 7  | 6  | 1  | 15 | +0.342 |
| Mumbai Indians             | 14  | 7  | 7  | 0  | 14 | +0.570 |
| Kolkata Knight Riders      | 14  | 6  | 7  | 1  | 13 | −0.147 |
| R. Challengers Bangalore   | 14  | 4  | 10 | 0  | 8  | −1.161 |
| Deccan Chargers            | 14  | 2  | 12 | 0  | 4  | −0.467 |

| Qualifiziert für das Halbfinale       |
| Nicht qualifiziert für das Halbfinale |
| ------------------------------------- |

## Spiele

### Gruppenphase
| 18. April Scorecard | Bangalore | Kolkata Knight Riders 222-3 (20)           | – | Royal Challengers Bangalore 146-7 (15.1) |
|                     |           | Kolkata Knight Riders gewinnt mit 140 Runs |   |                                          |

| 19. April Scorecard | Mohali | Chennai Super Kings 240-5 (20)          | – | Kings XI Punjab 207-4 (20) |
|                     |        | Chennai Super Kings gewinnt mit 33 Runs |   |                            |

| 19. April Scorecard | Delhi | Rajasthan Royals 129-8 (20)            | – | Delhi Daredevils 132-1 (15.1) |
|                     |       | Delhi Daredevils gewinnt mit 9 Wickets |   |                               |

| 20. April Scorecard | Kolkata | Deccan Chargers 110 (18.4)                  | – | Kolkata Knight Riders 112-5 (19) |
|                     |         | Kolkata Knight Riders gewinnt mit 5 Wickets |   |                                  |

| 20. April Scorecard | Mumbai | Mumbai Indians 165-6 (20)                         | – | Royal Challangers Bangalore 166-5 (19.4) |
|                     |        | Royal Challangers Bangalore gewinnt mit 5 Wickets |   |                                          |

| 21. April Scorecard | Jaipur | Kings XI Punjab 166-8 (20)             | – | Rajasthan Royals 168-5 (18.1) |
|                     |        | Rajasthan Royals gewinnt mit 6 Wickets |   |                               |

| 22. April Scorecard | Hyderabad | Deccan Chargers 142-8 (20)             | – | Delhi Daredevils 143-1 (13) |
|                     |           | Delhi Daredevils gewinnt mit 9 Wickets |   |                             |

| 23. April Scorecard | Chennai | Chennai Super Kings 208-5 (20)         | – | Mumbai Indians 202-7 (20) |
|                     |         | Chennai Super Kings gewinnt mit 6 Runs |   |                           |

| 24. April Scorecard | Hyderabad | Deccan Chargers 214-5 (20)             | – | Rajasthan Royals 217-7 (19.5) |
|                     |           | Rajasthan Royals gewinnt mit 3 Wickets |   |                               |

| 25. April Scorecard | Mohali | Kings XI Punjab 182 (20)           | – | Mumbai Indians 116-9 (20) |
|                     |        | Kings XI Punjab gewinnt mit 6 Runs |   |                           |

| 26. April Scorecard | Chennai | Kolkata Knight Riders 147-9 (20)          | – | Chennai Super Kings 152-1 (17) |
|                     |         | Chennai Super Kings gewinnt mit 9 Wickets |   |                                |

| 26. April Scorecard | Bangalore | Royal Challangers Bangalore 135-8 (20) | – | Rajasthan Royals 138-3 (17.1) |
|                     |           | Rajasthan Royals gewinnt mit 7 Wickets |   |                               |

| 27. April Scorecard | Mohali | Delhi Daredevils 158-8 (20)           | – | Kings XI Punjab 162-6 (19.3) |
|                     |        | Kings XI Punjab gewinnt mit 4 Wickets |   |                              |

| 27. April Scorecard | Navi Mumbai | Mumbai Indians 154-7 (20)              | – | Deccan Chargers 155-0 (12) |
|                     |             | Deccan Chargers gewinnt mit 10 Wickets |   |                            |

| 28. April Scorecard | Bangalore | Chennai Super Kings 178-5 (20)          | – | Royal Challengers Bangalore 165 (19.4) |
|                     |           | Chennai Super Kings gewinnt mit 13 Runs |   |                                        |

| 29. April Scorecard | Kolkata | Kolkata Knight Riders 137-8 (20)     | – | Mumbai Indians 138-3 (18.4) |
|                     |         | Mumbai Indians gewinnt mit 7 Wickets |   |                             |

| 30. April Scorecard | Delhi | Delhi Daredevils 191-5 (20)          | – | Royal Challengers Bangalore 181-5 (20) |
|                     |       | Delhi Daredevils gewinnt mit 10 Runs |   |                                        |

| 1. Mai Scorecard | Jaipur | Rajasthan Royals 196-7 (20)          | – | Kolkata Knight Riders 151 (19.1) |
|                  |        | Rajasthan Royals gewinnt mit 13 Runs |   |                                  |

| 1. Mai Scorecard | Hyderabad | Deccan Chargers 164-8 (20)            | – | Kings XI Punjab 167-3 (18.5) |
|                  |           | Kings XI Punjab gewinnt mit 7 Wickets |   |                              |

| 2. Mai Scorecard | Chennai | Chennai Super Kings 169-6 (20)         | – | Delhi Daredevils 172-2 (19) |
|                  |         | Delhi Daredevils gewinnt mit 8 Wickets |   |                             |

| 3. Mai Scorecard | Bangalore | Royal Challengers Bangalore 156-8 (20)         | – | Deccan Chargers 153-6 (20) |
|                  |           | Royal Challengers Bangalore gewinnt mit 3 Runs |   |                            |

| 3. Mai Scorecard | Mohali | Kings XI Punjab 178-6 (20)         | – | Kolkata Knight Riders 169-6 (20) |
|                  |        | Kings XI Punjab gewinnt mit 9 Runs |   |                                  |

| 4. Mai Scorecard | Navi Mumbai | Mumbai Indians 162-8 (20)          | – | Deccan Chargers 133 (18.5) |
|                  |             | Mumbai Indians gewinnt mit 29 Runs |   |                            |

| 4. Mai Scorecard | Jaipur | Chennai Super Kings 109 (19)           | – | Rajasthan Royals 110-2 (14.2) |
|                  |        | Rajasthan Royals gewinnt mit 8 Wickets |   |                               |

| 5. Mai Scorecard | Bangalore | Royal Challengers Bangalore 126 (19.2) | – | Kings XI Punjab 127-4 (18.2) |
|                  |           | Kings XI Punjab gewinnt mit 6 Wickets  |   |                              |

| 6. Mai Scorecard | Chennai | Chennai Super Kings 144-7 (20)        | – | Deccan Chargers 148-3 (18) |
|                  |         | Deccan Chargers gewinnt mit 7 Wickets |   |                            |

| 7. Mai Scorecard | Navi Mumbai | Rajasthan Royals 103 (16.2)          | – | Mumbai Indians 104-3 (15.1) |
|                  |             | Mumbai Indians gewinnt mit 7 Wickets |   |                             |

| 8. Mai Scorecard | Delhi | Delhi Daredevils 187-5 (20)               | – | Chennai Super Kings 188-6 (20) |
|                  |       | Chennai Super Kings gewinnt mit 4 Wickets |   |                                |

| 8. Mai Scorecard | Kolkata | Kolkata Knight Riders 129-7 (16/16)      | – | Royal Challengers Bangalore 124-4 (16/16) |
|                  |         | Kolkata Knight Riders gewinnt mit 5 Runs |   |                                           |

| 9. Mai Scorecard | Jaipur | Deccan Chargers 140-8 (20)             | – | Rajasthan Royals 141-2 (16) |
|                  |        | Rajasthan Royals gewinnt mit 8 Wickets |   |                             |

| 10. Mai Scorecard | Chennai | Chennai Super Kings 181-4 (20)          | – | Kings XI Punjab 163-8 (20) |
|                   |         | Chennai Super Kings gewinnt mit 18 Runs |   |                            |

| 11. Mai Scorecard | Hyderabad | Kolkata Knight Riders 204-4 (20)          | – | Deccan Chargers 181-7 (20) |
|                   |           | Kolkata Knight Riders gewinnt mit 23 Runs |   |                            |

| 11. Mai Scorecard | Jaipur | Delhi Daredevils 156-7 (20)            | – | Rajasthan Royals 159-7 (19.1) |
|                   |        | Rajasthan Royals gewinnt mit 3 Wickets |   |                               |

| 12. Mai Scorecard | Mohali | Royal Challengers Bangalore 143-8 (20) | – | Kings XI Punjab 144-1 (15.4) |
|                   |        | Kings XI Punjab gewinnt mit 9 Wickets  |   |                              |

| 13. Mai Scorecard | Kolkata | Kolkata Knight Riders 133-6 (20)          | – | Delhi Daredevils 110 (17.5) |
|                   |         | Kolkata Knight Riders gewinnt mit 23 Runs |   |                             |

| 14. Mai Scorecard | Mumbai | Chennai Super Kings 156-6 (20)       | – | Mumbai Indians 158-1 (13.5) |
|                   |        | Mumbai indians gewinnt mit 9 Wickets |   |                             |

| 15. Mai Scorecard | Delhi | Delhi Daredevils 194-4 (20)          | – | Deccan Chargers 182-9 (20) |
|                   |       | Delhi Daredevils gewinnt mit 12 Runs |   |                            |

| 16. Mai Scorecard | Mumbai | Kolkata Knight Riders 67 (15.2)      | – | Mumbai Indians 68-2 (5.3) |
|                   |        | Mumbai indians gewinnt mit 8 Wickets |   |                           |

| 17. Mai Scorecard | Jaipur | Rajasthan Royals 197-1 (20)          | – | Royal Challengers Bangalore 132-9 (20) |
|                   |        | Rajasthan Royals gewinnt mit 65 Runs |   |                                        |

| 17. Mai Scorecard | Mumbai | Delhi Daredevils 118-4 (11/11)                  | – | Kings XI Punjab 94-3 (8/11) |
|                   |        | Kings XI Punjab gewinnt mit 6 Runs (D/L method) |   |                             |

| 18. Mai Scorecard | Kolkata | Kolkata Knight Riders 149-5 (20)                    | – | Chennai Super Kings 55-0 (8) |
|                   |         | Chennai Super Kings gewinnt mit 3 Runs (D/L method) |   |                              |

| 18. Mai Scorecard | Hyderabad | Mumbai Indians 178-7 (20)          | – | Deccan Chargers 153-7 (20) |
|                   |           | Mumbai Indians gewinnt mit 25 Runs |   |                            |

| 19. Mai Scorecard | Bangalore | Royal Challengers Bangalore 154-7 (20) | – | Delhi Daredevils 158-5 (18.2) |
|                   |           | Delhi Daredevils gewinnt mit 5 Wickets |   |                               |

| 20. Mai Scorecard | Kolkata | Kolkata Knight Riders 147-8 (20)       | – | Rajasthan Royals 150-4 (16.3) |
|                   |         | Rajasthan Royals gewinnt mit 6 Wickets |   |                               |

| 21. Mai Scorecard | Mumbai | Kings XI Punjab 189-4 (20)        | – | Mumbai Indians 188 (20) |
|                   |        | Kings XI Punjab gewinnt mit 1 Run |   |                         |

| 21. Mai Scorecard | Kolkata | Royal Challengers Bangalore 126-8 (20)          | – | Chennai Super Kings 112-8 (20) |
|                   |         | Royal Challengers Bangalore gewinnt mit 14 Runs |   |                                |

| 22. Mai Scorecard | Delhi | Delhi Daredevils | – | Kolkata Knight Riders |
|                   |       | No Result        |   |                       |

| 21. Mai Scorecard | Kolkata | Deccan Chargers 175-4 (20)            | – | Kings XI Punjab 178-4 (19.3) |
|                   |         | Kings XI Punjab gewinnt mit 6 Wickets |   |                              |

| 24. Mai Scorecard | Chennai | Rajasthan Royals 211-5 (20)          | – | Chennai Super Kings 201-7 (20) |
|                   |         | Rajasthan Royals gewinnt mit 10 Runs |   |                                |

| 24. Mai Scorecard | Kolkata | Mumbai Indians 176-8 (20)              | – | Delhi Daredevils 179-5 (19.3) |
|                   |         | Delhi Daredevils gewinnt mit 5 Wickets |   |                               |

| 25. Mai Scorecard | Hyderabad | Deccan Chargers 165 (20)                           | – | Royals Challengers Bangalore 171-5 (19) |
|                   |           | Royals Challengers Bangalore gewinnt mit 5 Wickets |   |                                         |

| 25. Mai Scorecard | Kolkata | Kings XI Punjab 174-6 (20)                  | – | Kolkata Knight Riders 175-7 (19.4) |
|                   |         | Kolkata Knight Riders gewinnt mit 3 Wickets |   |                                    |

| 26. Mai Scorecard | Jaipur | Mumbai Indians 145-7 (20)              | – | Rajasthan Royals 146-5 (20) |
|                   |        | Rajasthan Royals gewinnt mit 5 Wickets |   |                             |

| 27. Mai Scorecard | Hyderabad | Deccan Chargers 147-8 (20)                | – | Chennai Super Kings 148-3 (19.2) |
|                   |           | Chennai Super Kings gewinnt mit 7 Wickets |   |                                  |

| 26. Mai Scorecard | Bangalore | Royal Challengers Bangalore 122-9 (18/18) | – | Mumbai Indians 126-1 (16/18) |
|                   |           | Mumbai Indians gewinnt mit 9 Wickets      |   |                              |

| 27. Mai Scorecard | Mohali | Kings XI Punjab 221-3 (20)          | – | Rajasthan Royals 180-7 (20) |
|                   |        | Kings XI Punjab gewinnt mit 41 Runs |   |                             |

### Halbfinale
| 30. Mai Scorecard | Mumbai | Rajasthan Royals 192-9 (20)           | – | Delhi Daredevils 87 (16.1) |
|                   |        | Rajasthan Royals gewinnt mit 105 Runs |   |                            |

| 30. Mai Scorecard | Mumbai | Kings XI Punjab 112-8 (20)                | – | Chennai Super Kings 116-1 (14.5) |
|                   |        | Chennai Super Kings gewinnt mit 9 Wickets |   |                                  |

### Finale
| 1. Juni Scorecard | Navi Mumbai | Chennai Super Kings 163-5 (20)         | – | Rajasthan Royals 164-7 (20) |
|                   |             | Rajasthan Royals gewinnt mit 3 Wickets |   |                             |